# S/2003 J 9
S/2003 J 9 ist einer der kleineren Monde des Planeten Jupiter.

## Entdeckung
S/2003 J 9 wurde am 6. Februar 2003 von Astronomen der Universität Hawaii entdeckt. Der Mond hat noch keinen offiziellen Namen erhalten – bei den Jupitermonden sind dies in der Regel weibliche Gestalten aus der griechischen Mythologie – und wird daher vorläufig,  entsprechend der Systematik der Internationalen Astronomischen Union (IAU), als S/2003 J 9 bezeichnet.

## Bahndaten
S/2003 J 9 umkreist Jupiter in einem mittleren Abstand von 22.441.680 Kilometern in 683 Tagen, 6 Stunden und 58 Minuten. Die Bahn weist eine Exzentrizität von 0,269 auf. Mit einer Neigung von 164,5° ist die Bahn retrograd, das heißt, der Mond bewegt sich entgegengesetzt zu Jupiters Rotationsrichtung um den Planeten.
Aufgrund seiner Bahneigenschaften wird S/2003 J 9 der Carme-Gruppe, benannt nach dem Jupitermond Carme, zugeordnet.

## Physikalische Daten
S/2003 J 9  besitzt einen Durchmesser von etwa einem Kilometer. Seine Dichte wird auf 2,6 g/cm³ geschätzt. Er ist vermutlich überwiegend aus silikatischem Gestein aufgebaut.
Er weist eine sehr dunkle Oberfläche mit einer Albedo von 0,04 auf, d. h., nur vier Prozent des eingestrahlten Sonnenlichts werden reflektiert. Seine scheinbare Helligkeit beträgt 23,7m.